# Грмљани (Равно)
Грмљани је насељено место у општини Равно која административно припада Херцеговачко-неретванском кантону, Федерација БиХ, Босна и Херцеговина. Грмљани је подељено међуентитетском линијом између града Требиња и општине Равно. Према попису становништва из 2013. у насељу није било становника.

## Становништво
У насељу је према попису становништва из 1991. године живело 84 становника, а насеље је било у потпуности настањено Србима. Према попису из 2013. године насеље је без становника.
| Националност | 2013. | 1991.     | 1981.      | 1971.       |
| Срби         | —     | 84 (100%) | 124 (100%) | 183 (97,9%) |
| Хрвати       | —     | —         | —          | 4 (2,1%)    |
| Укупно       | 0     | 84        | 124        | 187         |